# Liste der Biografien/Macr
Liste der Biografien |
Portal Biografien |
Personensuche
# |
A |
B |
C |
D |
E |
F |
G |
H |
I |
J |
K |
L |
M |
N |
O |
P |
Q |
R |
S |
T |
U |
V |
W |
X |
Y |
Z |
?
 
Ma |
Mb |
Mc |
Md |
Me |
Mf |
Mg |
Mh |
Mi |
Mj |
Mk |
Ml |
Mm |
Mn |
Mo |
Mp |
Mq |
Mr |
Ms |
Mt |
Mu |
Mv |
Mw |
Mx |
My |
Mz
 
Maa |
Mab |
Mac |
Mad |
Mae |
Maf |
Mag |
Mah |
Mai |
Maj |
Mak |
Mal |
Mam |
Man |
Mao |
Map |
Maq |
Mar |
Mas |
Mat |
Mau |
Mav |
Maw |
Max |
May |
Maz
 
Maca |
Macb |
Macc |
Macd |
Mace |
Macf |
Macg |
Mach |
Maci |
Mack |
Macl |
Macm |
Macn |
Maco |
Macp |
Macq |
Macr |
Macs |
Mact |
Macu |
Macv |
Macw |
Macy |
Macz
Die Liste der Biografien führt alle Personen auf, die in der deutschsprachigen Wikipedia einen Artikel haben. Dieses ist eine Teilliste mit 45 Einträgen von Personen, deren Namen mit den Buchstaben „Macr“ beginnt.

## Macr

### Macra
- Macrae Burnet, Graeme (* 1967), britischer Schriftsteller
- MacRae, Dave (* 1940), neuseeländischer Jazz- und Fusionmusiker
- Macrae, Duncan (1905–1967), britischer Schauspieler
- MacRae, Elizabeth (1936–2024), US-amerikanische Schauspielerin
- MacRae, Elmer Livingston (1875–1953), US-amerikanischer Maler und Bildhauer
- MacRae, George W. (1928–1985), US-amerikanischer römisch-katholischer Theologe, Hochschullehrer
- MacRae, Gordon (1921–1986), US-amerikanischer Sänger und Schauspieler
- Macrae, James († 1744), britischer Kolonialgouverneur
- Macrae, Joshua J. (* 1964), britischer Musikproduzent und Schlagzeuger
- Macrander, Johann Friedrich (1661–1741), deutscher Orgelbauer
- Macras, Constanza (* 1975), argentinische Choreographin und Regisseurin

### Macre
- Macrea, Mihail (1908–1967), rumänischer Archäologe, Historiker und Hochschullehrer
- Macready, Catherine (1834–1869), englische Dichterin
- Macready, George (1899–1973), US-amerikanischer Theater- und Filmschauspieler
- Macready, Nevil (1862–1946), britischer General
- Macready, William Charles (1793–1873), englischer Schauspieler
- Macree, Rebecca (* 1971), englische Squashspielerin

### Macri
- Macri, Dominique (* 1981), deutsche Schauspielerin und Lyrikerin
- Macri, Dumitru (1931–2024), rumänischer Fußballspieler und -trainer
- Macrì, Giuseppina (* 1974), italienische Judoka
- Macri, Jorge (* 1965), argentinischer Politiker
- Macri, Mauricio (* 1959), argentinischer Unternehmer und Politiker
- Macrianus Maior († 261), römischer General Valerians
- Macrianus Minor († 261), Sohn von Macrianus Maior
- Macrinius Avitus Catonius Vindex, Marcus, römischer Offizier (Kaiserzeit)
- Macrinius Decianus, Gaius, römischer Statthalter
- Macrinius Regulus, Präfekt der Classis Pannonica 146
- Macrinus (164–218), römischer KaiserMacrinus (164–218)

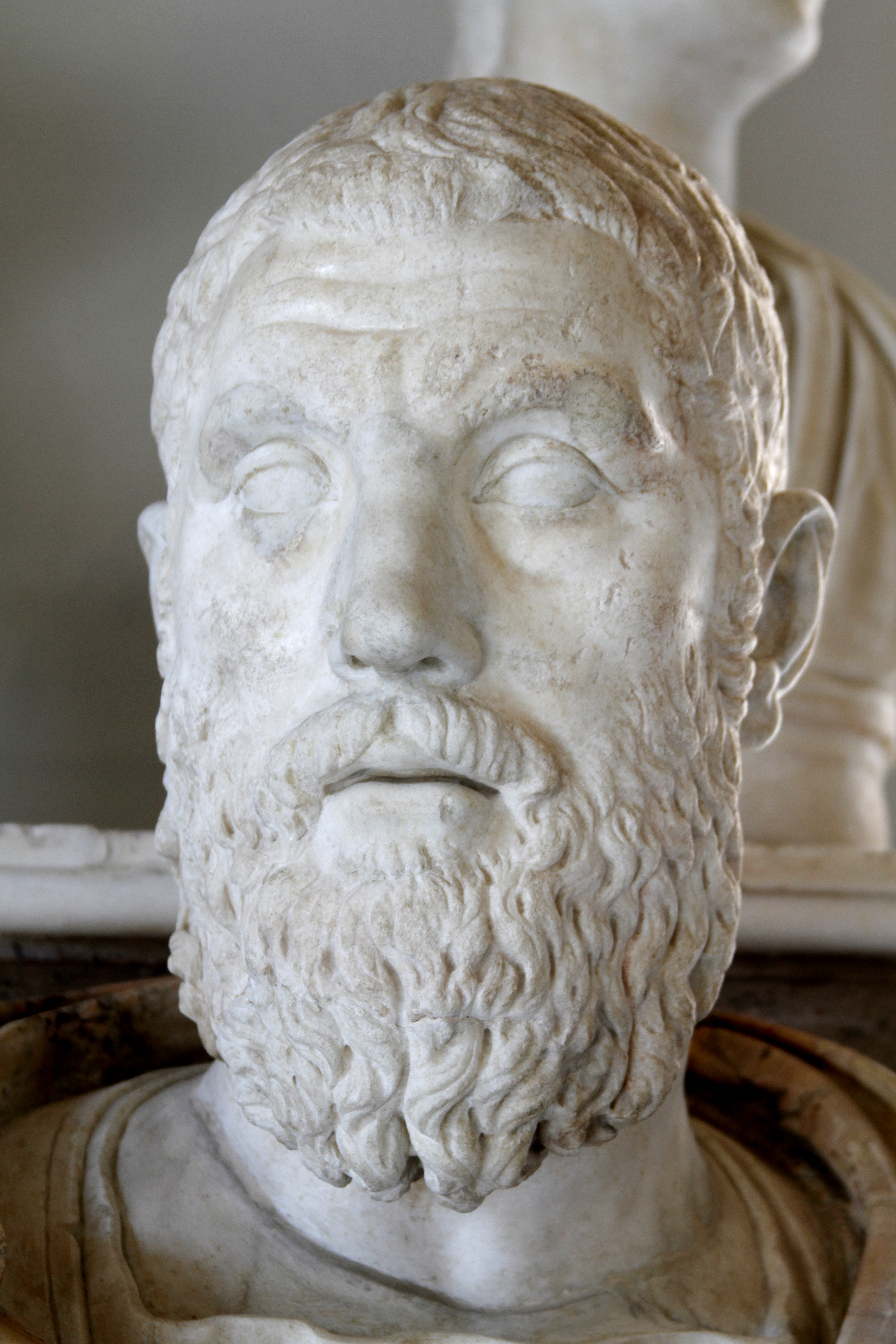
Macrinus (164–218)

- Macrinus, Minicius, Freund von Plinius dem Jüngeren
- Macrionitis, Marius (1913–1959), griechischer Ordensgeistlicher, römisch-katholischer Erzbischof von Athen

### Macro
- Macro, Quintus Naevius Sutorius (21 v. Chr.–38), römischer Ritter und Prätorianerpräfekt
- MacRobert, Alexander Munro (1873–1930), schottischer Politiker und Jurist
- Macrobius, Ambrosius Theodosius, spätantiker römischer Philosoph
- Macron, Brigitte (* 1953), französische Lehrerin und Ehefrau von Emmanuel MacronBrigitte Macron (* 1953)

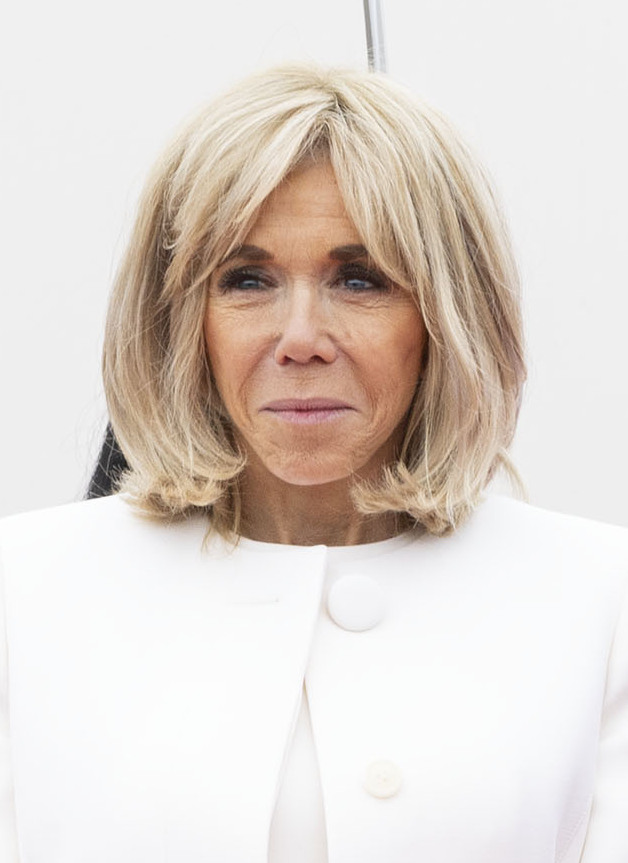
Brigitte Macron (* 1953)

- Macron, Emmanuel (* 1977), französischer Politiker
- Macron, Jean-Michel (* 1950), französischer Neurologe
- Macrooy, Jeangu (* 1993), surinamischer Sänger
- Macropedius, Georgius († 1558), niederländischer Humanist, Dramatiker und Schulleiter
- Macrorie, Alma (1904–1970), US-amerikanische Filmeditorin
- MacRory, Joseph (1861–1945), irischer Kardinal und Bischof

### Macru
- Macruairi, Dugald († 1268), schottischer Adliger
- Macruarie, Amy, schottische Adlige
- Macruarie, Lachlan, schottischer Adliger und Seeräuber
- Macruarie, Ranald († 1346), schottischer Adliger
- Macruarie, Ruairi, schottischer Adliger